# Marie Kuklová Janurová
Marie Kuklová Janurová (2. září 1903 Chýnov – 9. října 1987 České Budějovice) byla česká malířka a divadelní výtvarnice.

## Život a dílo
Akademická malířka Marie Janurová, poprvé provdaná za bankovního úředníka Vřešťála (toto příjmení nepoužívala), podruhé provdaná Kuklová, potřetí Foltýnová, se narodila v Chýnově u Tábora 2. září 1903 do rodiny obchodníka s koloniálním zbožím. Zde navštěvovala obecnou i měšťanskou školu. Dvouletou Průmyslovou školu ženského výrobního spolku pak vystudovala v Praze.Odborná studia absolvovala v Paříži. V letech 1935 až 1938 studovala v malířské škole Paula Colina. Zároveň docházela od roku 1936 do roku 1938 do školy Suzany Bazotové, kde studovala obor divadelní a módní kostýmy. V Paříži též navštěvovala na Beaux-Arts ateliér profesora Ripperta, kde se zabývala studiem v oboru historie kostýmů. V letech 2. světové války byla totálně nasazena v Berlíně, kde pracovala v továrně Eltron, v obchodním domě a v grafické firmě Dorlané. Po válce a po návratu do Prahy navštěvovala v letech 1945 až 1948 ateliér akademického malíře a kreslíře Jana Bendy.Společně s ním navrhovala loutky pro firmu Otakar Jetel.Působila jako scénická výtvarnice v Praze, byla autorkou zajímavé loutkové výpravy ke hře Tajná válka autora Vladimíra Michajlova v roce 1952 v pražském loutkovém divadle. Spolupracovala s loutkovou scénou v Pardubicích a vytvořila loutky pro loutkové divadlo v Kodani. Jako výtvarnice kostýmů a scén působila v Národním divadle v Praze v divadlech v Liberci, Martině, Žilině, v Divadle Státního filmu a v Československé televizi. Šéfkou výpravy byla v letech 1954 až 1956 v divadle ve Varnsdorfu. Spolupracovala jako ilustrátorka při vydávání knih s Nakladatelským družstvem Máj. V oboru malířství se zabývala figurální a portrétní tvorbou. Vystavovala svá díla v Paříži, Praze, Brně, Olomouci a Českých Budějovicích.Její díla jsou zastoupena v Alšově jihočeské galerii v Hluboké nad Vltavou a v soukromých sbírkách ve Francii, Belgii, Švýcarsku, Německu, Itálii a Japonsku.Byla od roku 1946 členkou Svazu čes. výtvarných umělců v sekci Malířství a scénografie. Od roku 1961 pracovala, díky svým jazykových schopnostem, jako externí průvodkyně pro Pražskou informační službu.

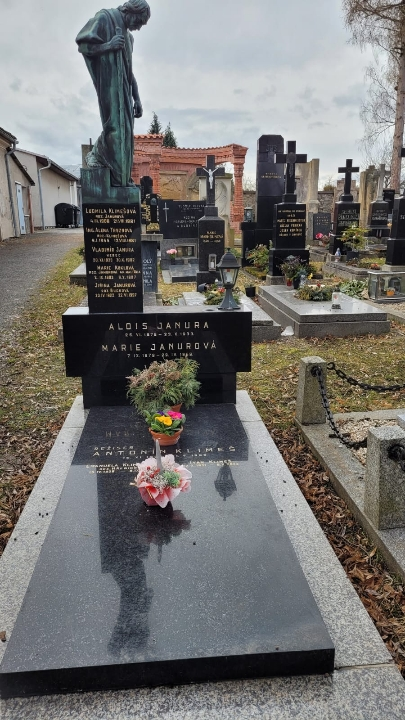
Hrob Marie Kuklové Janurové v Chýnově s datem úmrtí 9.X.1987

Její syn Vladimír Janura byl hercem Jihočeského divadla v Českých Budějovicích, vnučka herečka a loutkoherečka Šárka Kavanová hrála ve Slováckem divadle v Uherském Hradišti, v Malém divadle v Českých Budějovicích a v epizodních rolích českých televizních seriálů a filmů. Pravnuci Ondřej Kavan a Martin Kavan jsou divadelními a filmovými herci. Žila v Praze. Zemřela v Českých Budějovicích 9. října 1987.Je pohřbena, společně se svými rodiči, svým synem, sestrou Lídou a švagrem, režisérem a hercem Antonínem Klimešem, v rodinném hrobě v Chýnově.

### Ocenění
- 1937 Paříž, 1. cena v soutěži Manufacture Nationale de Sérves
- 1937 Paříž, 4. cena v mezinárodní soutěži na plakát pro pařížské veletrhy
- 1937 Paříž, 1. cena za plakát výstavy Divadelní kostým a móda
- 1948 Praha, Stříbrná medaile za práce pro pavilon Vesnická žena na Slovanské zemědělské výstavě
- 1948 Chrudim, II. cena za scénu a loutky v Pardubické loutkové scéně

### Výstavy
- 1967 Praha, I. pražský salon (kolektivní)

- 1973 a 1974 České Budějovice
- 1976 Praha
- 1977 Olomouc
- 1978 České Budějovice
- 1979 Praha, Výtvarní umělci dětem (kolektivní)
- 1980 Praha
- 1982 Praha, Zlatá ulička
- 1984 Praha, Galerie Zlatá lilie
- 1984 Hluboká nad Vltavou AJG, Česká kresba 20. století se sbírek Alšovy jihočeské galerie (kolektivní)
- 1985 České Budějovice
- 1986 Praha, Galerie Na Újezdě
- 1987 Praha a Bratislava